# 越南宦官
越南传承了中国的宦官制度與閹割技巧。历史记载越南人进行阉割的时候过程极为痛苦，被阉割的人、大腿與腹部会被绑住，同時其他人又將他按在檯子上。生殖器（睪丸與阴茎）首先被胡椒水洗净然后切去。之后尿道会被插入一条管，這樣可以讓被閹割的人可以在伤口愈合期间泌尿 。
好多越南的宦官都是为了入宫與得到权力，又或者是为了钱而去自阉。他們會在不同領域的地方工作，例如监督公共工程或者查案 。
著名的越南宦官有李朝的李常傑、第四次北屬時期的阮安與阮朝的黎文悅等。